# Ducat de Maó
El ducat de Maó, és un títol nobiliari creat el 1782 pel rei Carles III a favor del militar francès Louis Berton des Balbes, duc de Crillon a França. Louis Berton des Balbes va obtenir el grau de Mariscal de França, però es va posar al servei del rei Carles III d'Espanya, encarregant-se de la recuperació de l'illa de Menorca, en aquell temps en poder dels anglesos. Va aconseguir en la campanya 1781 - 1782 la reconquesta de l'illa, en prendre el Castell de Sant Felip, baluard defensiu de la ciutat de Maó.
Aquest mateix any de 1782, i en record de la victòria sobre els anglesos que van capitular lliurant l'illa de Menorca i la seva capital Maó, el rei Carles III, l'afavorí amb el títol de duc de Maó. A partir d'aquest moment es va fer anomenar "duc de Maó-Crillon", fent referència als dos títols (espanyol i francès) que posseïa.

## Ducs de Maó
|                        | Titular                                    | Període                |
| Creació per Carles III | Creació per Carles III                     | Creació per Carles III |
| ---------------------- | ------------------------------------------ | ---------------------- |
| I                      | Louis Des Balbes de Berton de Crillon      | 1782-1796              |
| II                     | Louis Alexandre Nolasque Félix Des Balbes  | 1796-1806              |
| III                    | François Félix Dorothée Des Balbes         | 1806-1820              |
| IV                     | Louis-Antoine-François de Paule Des Balbes | 1820-1832              |

## Història dels ducs de Maó
- Luis Berton de Balbé de Quiers, (1717-1796), I duc de Maó, duc de Crillon, a França. Va rebre de part del rei Carles III, àmplies possessions a l'illa de Puerto Rico, algunes d'elles van ser venudes per ell a altres nobles de l'illa i la resta va revertir a la Corona, per falta d'atenció i cultiu.